# Riki Choshu
Mitsuo Yoshida  (吉田 光雄?), noto anche con lo pseudonimo di Riki Chōshū (長州 力?) (Tokuyama, 3 dicembre 1951), è un ex wrestler giapponese.
È considerato uno dei lottatori giapponesi più influenti di sempre per la sua attività negli anni ottanta e novanta. Dopo aver lasciato la NJPW nel 2002, formò la compagnia Fighting World of Japan Pro Wrestling (WJ), ma alla fine tornò nella New Japan nell'ottobre 2005 in veste di booker e wrestler part-time.
Coreano di seconda generazione, è stato naturalizzato giapponese nel 2016.

## Biografia
Mitsuo Yoshida nacque Kwak Gwang-ung (곽광웅?), da madre giapponese e padre sudcoreano, minore dei quattro figli della coppia. Suo padre emigrò dalla Corea in Giappone nel 1939 e lavorò come rigattiere per gran parte della sua vita. Yoshida dichiarò di essere stato vittima di discriminazione da parte degli insegnanti alla scuola elementare a causa delle sue origini coreane. Praticò il baseball e il judo da adolescente per poi dedicarsi alla lotta.

## Carriera

### Primi anni (1974–1982)
Yoshida debuttò nella New Japan Pro-Wrestling (NJPW) nell'agosto 1974, combattendo contro El Greco. Nella metà degli anni settanta, fu mandato negli Stati Uniti per fare esperienza. Lottando utilizzando il suo vero nome (Mitsuo Yoshida, talvolta indicato come "Mitsu"), apparve nella federazione canadese Superstars of Wrestling di George Cannon in qualità di wrestler heel, con manager Superstar (o Supermouth) Dave Drasen. Choshu ebbe un breve feud con Luis Martinez, top face della compagnia.
Il suo ring name all'epoca del debutto era Mitsuo Yoshida (吉田 光雄), ma dall'aprile 1977, adottò lo pseudonimo Riki Choshu.

### Turn heel e New Wolves (1982–1983)
Nei primi anni ottanta, la NJPW aveva in corso una programmazione di successo che vedeva contrapposti Inoki e i wrestler NJPW contro Rusher Kimura e i wrestler IWE, che in realtà erano anche loro dipendenti della NJPW a seguito della dissoluzione della IWE. Alla fine del 1982, il presidente NJPW Hisashi Shinma decise che Choshu effettuasse un turn heel e creasse una nuova fazione. Il 28 ottobre 1982, Choshu divenne il primo "traditore" in una federazione giapponese quando si rivoltò contro Inoki e Fujinami nel corso di un six man tag match. Choshu trascorse il resto dell'anno in una faida con Fujinami mentre reclutava nuovi membri per la sua stable, poi conosciuta con il nome "New Wolves". A lui si unirono Masa Saito, Kuniaki Kobayashi e Gran Hamada. Anche Strong Kobayashi fu reclutato per la fazione, ma si ritirò prima di poter salire sul ring. Il 2 gennaio 1983, anche Killer Khan fece un turn heel ai danni di Fujinami in un tag team match per unirsi ai New Wolves. Il gruppo continuò la faida con la NJPW per svariati mesi, e Choshu sconfisse finalmente Fujinami per count out il 3 aprile 1983 vincendo il titolo International. Tre settimane dopo, Saito perse un loser leaves town match e partì per gli Stati Uniti, lasciando i New Wolves senza un senior leader. Sebbene i New Wolves durarono solo qualche mese, la NJPW raddoppiò gli introiti in quel periodo, gettando le basi per il futuro del puroresu dove le rivalità tra giapponesi e giapponesi all'interno di una promozione diventarono un punto fermo.

### Ishin Gundan (1983–1984)
Nel giugno 1983 Choshu e l'ex membro della fazione IWE Animal Hamaguchi lasciarono la NJPW per formare una promozione separatista, ma il 1º luglio 1983 tornarono nella NJPW come "Ishin Gundan" (trad. "Armata rivoluzionaria"), un nuovo tag team. Ai due si aggiunsero poi Tiger Toguchi (Kim Duk), Killer Khan e Kuniaki Kobayashi. In ottobre, anche l'ex olimpionico Yoshiaki Yatsu si unì al gruppo. La NJPW fece il tutto esaurito con la faida Ishin Gundan vs Seiki Gundan (NJPW), che proseguì fino al settembre 1984, quando Choshu lasciò improvvisamente, portandosi dietro gran parte della Ishin Gundan per formare la Japan Pro-Wrestling (JPW), al fine di "invadere" la All Japan Pro Wrestling (AJPW).

### Choshu arriva nella AJPW (1985–1987)
Nel novembre 1984 Choshu assistette ad uno show della All Japan Pro Wrestling (AJPW) dove venne sfidato da Genichiro Tenryu. Tenryu era all'epoca il secondo wrestler più importante della compagnia dopo Jumbo Tsuruta, dato che Giant Baba era ormai avviato verso una carica onoraria. Choshu sconfisse Tenryu per conteggio fuori dal ring dopo un match durato quasi dieci minuti, il 21 febbraio 1985 nel main event di uno show JWP non trasmesso  in televisione. Tenryu continuò ad essere il principale antagonista di Choshu nel corso dell'estate 1985. Il 21 giugno 1985, la AJPW tenne il suo primo show al Budokan in circa dieci anni, con Choshu a sfidare Tenryu per il titolo United National. Lo show al Budokan fu teletrasmesso il giorno successivo in prima serata nel corso di uno speciale della durata di due ore. Il passaggio di Choshu alla AJPW ebbe l'effetto immediato di sbilanciare gli equilibri di potere tra New Japan e All Japan in favore di quest'ultima, cambiando per sempre lo stile di booking della federazione, storicamente focalizzato su rivalità tra "stranieri" e wrestler giapponesi. Nel gennaio 1986, Jumbo Tsuruta effettuò un turn heel, aggredendo spesso Choshu durante i suoi match colpendolo con sedie ed infortunandolo alle costole. Nell'aprile 1986, i Calgary Hurricanes, che erano membri della stable di Choshu, "invasero" la AJPW scatenando una guerra tra fazioni che durò per gran parte dell'estate 1986. Agli inizi del 1987, Choshu lasciò la AJPW per tornare nella NJPW.

### Ritorno e ritiro (2000–2019)
Il ritiro non durò a lungo dato che nel 2000 Atsushi Onita lo sfidò a lottare in un Barbed wire deathmatch. Choshu accettò ed affrontò Onita in un cruentissimo match, dove alla fine prevalse. Quindi si divise tra lotta sul ring ed attività di booker nella NJPW, fino alla sua fuoriuscita nel 2002, derivante dalle partenze di Keiji Muto e Satoshi Kojima, tra gli altri, in direzione AJPW, fatto che gli fece perdere la posizione di capo booker.
Dopo aver lasciato la NJPW, nel 2003 formò la Fighting World of Japan Pro Wrestling, successivamente conosciuta come Riki Pro, dopo il fallimento di alcuni loro grossi show. Restò a capo della Riki Pro fino al 2005 quando fece ritorno nella NJPW in qualità di caposquadra, booker e wrestler. Nel 2007 entrò a far parte della stable "Legend" insieme a Masahiro Chono, Jushin Thunder Liger e AKIRA.
Il 26 giugno 2019, insieme a Tomohiro Ishii e Shiro Koshinaka, lottò in un six-man tag team match contro Tatsumi Fujinami, Keiji Muto e Togi Makabe. La squadra di Fujinami si aggiudicò il match quando Makabe schienò Choshu. Nel post-match, Choshu annunciò ufficialmente il suo ritiro dal wrestling.

## Riferimenti in altri media
Choshu appare come membro di una gang nel videogioco Yakuza Kiwami 2 del 2017, insieme a Genichiro Tenryu, Keiji Muto, Masahiro Chono e Tatsumi Fujinami.

## Personaggio
Mossa finale
- Lariat
- Sasori-gatame – innovatore

## Titoli e riconoscimenti
- All Japan Pro Wrestling
  - NWA International Tag Team Championship (1) – con Yoshiaki Yatsu[10]
  - PWF World Heavyweight Championship (1)[11]
- Fighting World of Japan Pro Wrestling
  - WMG Tag Team Championship (1) – con Genichiro Tenryu
- International Professional Wrestling Hall of Fame
  - Classe del 2022[12]
- New Japan Pro-Wrestling
  - Greatest 18 Championship (1)[13]
  - IWGP Heavyweight Championship (3)[14]
  - IWGP Tag Team Championship (3) – con Masa Saito (1), Takashi Iizuka (1) e Kensuke Sasaki (1)[15]
  - NWA North American Tag Team Championship (Los Angeles/Japan version) (1) – con Seiji Sakaguchi[16]
  - WWF International Heavyweight Championship (1)[17]
  - G1 Climax (1996)[18]
  - Super Grade Tag League (1992) – con Shinya Hashimoto
  - Six Man Tag Team Cup League (1988) – con Antonio Inoki e Kantaro Hoshino[19]
  - World Cup Tournament (1989)[20]
- Pro Wrestling Illustrated
  - 55º classificato nella lista dei migliori 500 wrestler singoli nei PWI 500 del 1993
  - 30º classificato nella lista dei migliori 500 wrestler singoli nei "PWI Years" del 2003
  - 17º e 25º classificato (con Yoshiaki Yatsu e Animal Hamaguchi, rispettivamente) nella lista dei migliori 100 tag team nei "PWI Years" del 2003
- Tokyo Sports
  - Distinguished Service Award (1983)[21]
  - Effort Award (1977)[22]
  - Fighting Spirit Award (1979, 1986, 1988, 1989)[21][22]
  - Match of the Year Award (1983) vs. Tatsumi Fujinami il 3 aprile[21]
  - Match of the Year Award (1984) vs. Antonio Inoki il 2 agosto[21]
  - Match of the Year Award (1985) vs. Jumbo Tsuruta il 4 novembre[21]
  - Match of the Year Award (1993) vs. Genichiro Tenryu il 4 gennaio[23]
  - Service Award (1997)[23]
  - Technique Award (1981)[21]
- Universal Wrestling Association
  - UWA World Heavyweight Championship (1)[24]
  - UWA World Tag Team Championship (1) – con Gran Hamada[25]
- Wrestling Observer Newsletter
  - Best Booker (1992)
  - Promoter of the Year (1995, 1996, 1997)
  - Wrestler of the Year (1987)
  - Wrestling Observer Newsletter Hall of Fame (Classe del 1996)